# José Venturelli Sobrinho
José Venturelli Sobrinho (Pedralva, 30 de março de 1900 — Rio de Janeiro, 30 de julho de 1981) foi um pintor, poeta e militar brasileiro. Foi o primeiro presidente da Academia Brasileira de Belas Artes.

## Biografia
Venturelli Sobrinho foi um dos fundadores e o primeiro Presidente da Academia Brasileira de Belas Artes (ABBA). Era General do Exército Brasileiro, conhecido como Poeta Soldado Brasileiro, foi também um dos idealistas da Academia Internacional de Letras,  junto a Alice de Oliveira e Durval Lobo. Produziu  vários livros e obras plásticas, assim como composições musicais. 
Lançou seu primeiro livro de poesias (Alvorecer) em 1926, foi apadrinhado por Osório Duque Estrada. Escreveu mais de mais de 30 livros e rra fluente em dez idiomas e tocava vários instrumentos. Traduziu o poeta libanês Fauzi Maluf em seu livro "No Tapete do Vento".

## Condecorações
- Condecorado por serviços prestados à Força Expedicionária Brasileira (FEB) por bravura;
- Comendador da Ordem do Mérito da Itália e do Senegal;
- Cavalheiro Grã-Cruz de Honra da Ordem Imperial Constantiniana de São Jorge;
- Mestre e Chanceler (fundador) da Ordem do Mérito das Belas Artes; e
- Todas as investiduras como Presidente (Regente Vitalício) da ABBA[2].